# Picapauzinho-de-barras-finas
Picapauzinho-de-barras-finas ou picapauzinho-de-barras-sutis (nome científico: Picumnus subtilis) é uma espécie de ave pertencente à família dos picídeos.  Pode ser encontrada no Brasil e no Peru.